# Berlin-Schöneberg (stacja kolejowa)
Berlin-Schöneberg – stacja przesiadkowa kolei miejskiej S-Bahn, położona w dzielnicy Schöneberg. Znajduje się na skrzyżowaniu Ringbahn i Wannseebahn. Stacja nosi oznaczenie kolejowe BSGR.
Już od 1896 istniała w tej okolicy stacja kolei obwodowej pod nazwą Ebersstraße. Mimo położonego w pobliżu skrzyżowania z Koleją Wannsee nie było możliwości bezpośredniej przesiadki między liniami. W celu przesiadki należało jechać odnogą linii obwodowej aż do dworca Kolonnenstraße (który wówczas nazywał się Schöneberg), a tam przejść na peron Wannseebahn. Stacja Ebersstraße stanowiła dość typowy przykład dworca kolei obwodowej z przełomu wieków z budynkiem wejściowym z cegły klinkierowej. Historyzujący malowniczy dwukondygnacyjny budynek stylizowany był na bramę miejską – nakryty był wysokim, czterospadowym dachem, zwieńczonym pokrytą miedzią wieżyczką zegarową, boczne minimalnie zryzalitowane partie zwieńczone były krenelażem, co nadawało im pozór baszt, zaś wejście prowadziło przez parę drzwi umieszczoną w półkolistym przeszklonym łuku.
Wraz z elektryfikacją Wannseebahn, która jako ostatnia nie posiadała możliwości przesiadki na kolej obwodową, dokonano w latach 1932–1933 przebudowy dworca. Dotychczasowy dworzec został zburzony i wzniesiono zamiast niego położony 145 m dalej na wschód dworzec w układzie wieżowym. Stację zaprojektowali wybrani w konkursie architekci Carl Heinrich Schwennecke i Erich Zimmermann. Linie krzyżują się pod kątem 37° i posiadają połączone klatką schodową perony wyspowe o szerokości 13,5 m (górny peron) i 16 m (dolny peron). Położona na górnym poziomie kolej obwodowa uzyskała kubiczną przeszkloną halę peronową o długości 160 m, szerokości 24 m i wysokości niemal 8 m, dolny peron posiada pogrążony dach oparty w części południowej na jednym rzędzie słupów, zaś w północnej na dwóch. Wejścia na dworzec prowadzą na oba końce dolnego peronu. 1 marca 1933 otwarto peron kolei obwodowej, zaś 15 maja Wannseebahn. W czasie II wojny światowej dworzec nie uległ większym uszkodzeniom i już wkrótce po ustaniu walk wznowiono ruch.
Po strajku kolejarzy S-Bahn w 1980 obie przebiegające przez stację linie zostały zamknięte. Dopiero po przejęciu S-Bahn w Berlinie Zachodnim przez Berliner Verkehrsbetriebe wznowiono 1 lutego 1985 ruch na Wannseebahn. Południowy odcinek kolei obwodowej uruchomiono ponownie 17 grudnia 1993.
Obecnie przez stację przejeżdżają linie kolei obwodowej S41, S42, S45, S46 i S47 oraz linia Wannseebahn S1.